# Landtagswahl in Hessen 1946
- KPD: 10
- SPD: 38
- LDP: 14
- CDU: 28

- Regierung: 66
- Opposition: 24

Die Wahlen zum 1. Hessischen Landtag fanden am 1. Dezember 1946 statt. Zugleich wurden zwei Volksabstimmungen (obligatorische Referenden) zur Annahme der Landesverfassung und der Aufnahme des sog. „Sozialisierungsartikel 41“ in diese durchgeführt.

## Ausgangssituation

Plakat der CDU Hessen 1945

Nach dem Ende des Zweiten Weltkriegs standen die Besatzungsmächte vor der Aufgabe des Neuaufbaus der politischen Strukturen. Hierzu wurden per Anordnung die Länder wieder errichtet. Dabei wurde auch das Land Groß-Hessen gebildet. Eine erste wichtige Grundlage für den Aufbau neuer politischer Strukturen war das Potsdamer Abkommen vom 2. August 1945. Dieses sah die Wiederherstellung der lokalen Selbstverwaltung, aber auch von Wahlvertretungen auf Gemeinde-, Kreis- und Landesebene vor. Der Aufbau der staatlichen Strukturen nach dem Zusammenbruch erfolgte von der kommunalen Ebene über die Landesebene und zuletzt auf Ebene des Bundes.
1946 wurde zunächst ein ernannter beratender Landesausschuss als Vorparlament einberufen und am 30. Juni 1946 die Verfassungberatende Landesversammlung (Groß-Hessen) gewählt. Bei dieser Wahl wurde die SPD stärkste Kraft.
| Fraktion       | %      | Sitze |
| -------------- | ------ | ----- |
| SPD            | 44,3 % | 42    |
| CDU            | 37,3 % | 35    |
| KPD            | 9,7 %  | 7     |
| LDP            | 8,1 %  | 6     |
| Arbeiterpartei | 0,6 %  | 0     |
| gesamt         |        | 90    |

Fünf Monate später waren die Hessen aufgerufen, erstmals nach dem Krieg ein frei gewähltes Parlament zu bestimmen.
Die Durchführung der Landtagswahl in allen Besatzungszonen war durch die Folgen von Diktatur und Krieg erschwert. Weiterhin befand sich eine große Zahl von Wahlberechtigten in Kriegsgefangenschaft und konnte ihr Wahlrecht dadurch nicht wahrnehmen. Infolge von Flucht und Vertreibung lebten viele Millionen Menschen außerhalb ihrer Heimat. Auch war das Einwohnermeldewesen durch den Verlust der Archive der Gemeinden Ostdeutschlands beeinträchtigt.
Ein schwieriges Thema stellte das Wahlrecht der ehemaligen Mitglieder von NSDAP, SS und anderen NS-Organisationen dar. Unter den vier Besatzungsmächten bestand Konsens darüber, dass eine aktive Mitwirkung an den Verbrechen des Nationalsozialismus einen Verlust des Wahlrechtes nach sich ziehen sollte. Da die Entnazifizierung aber noch nicht abgeschlossen war, galt es, geeignete Regelungen zu finden. Das Wahlgesetz legte in Abschnitt II fest, dass das Wahlrecht in Abhängigkeit vom Zeitpunkt des Beitritts zur jeweiligen Nazi-Organisation entfallen sollte.
Die Parteien bedurften der Zulassung durch die Besatzungsbehörden. Im Gegensatz zu den ebenfalls 1946 stattfindenden Landtagswahlen in der SBZ 1946 wurde diese Zulassung nicht zur Verhinderung der Kandidatur aussichtsreicher Parteien genutzt. Am 21. September 1946 wurden die Landeslisten von vier Parteien zur Landtagswahl zugelassen.

## Ergebnis

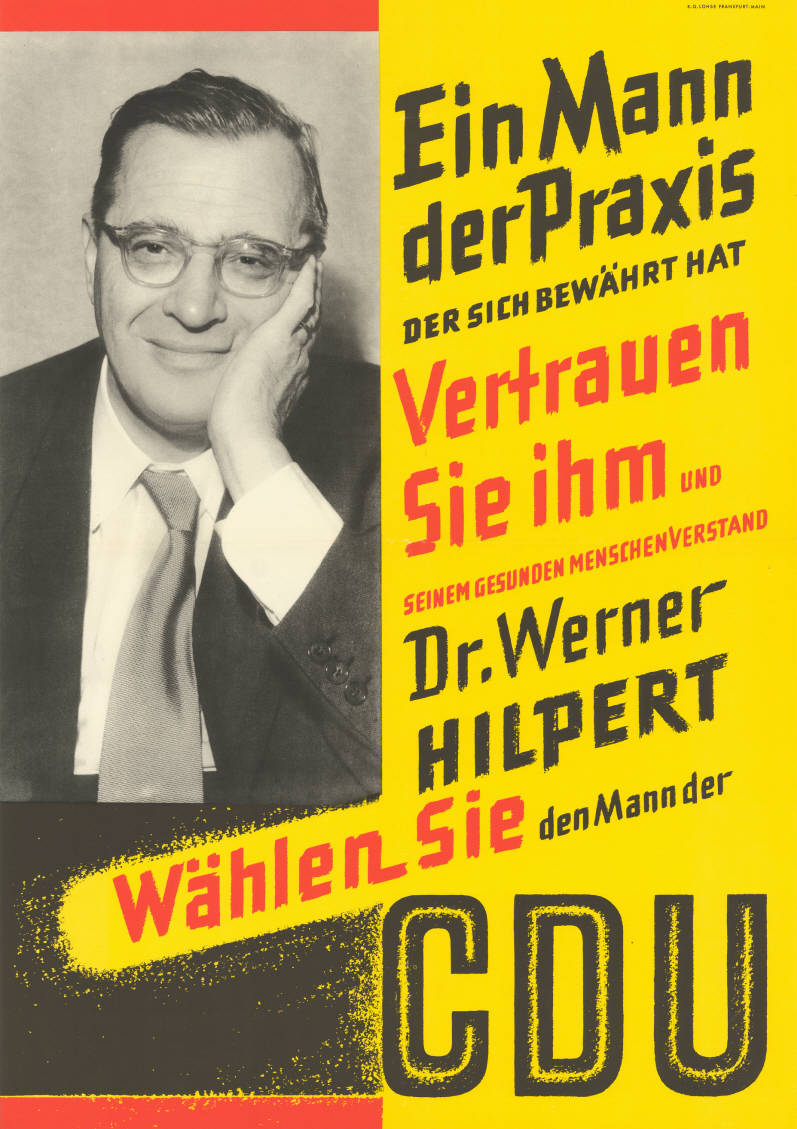
Werner Hilpert auf einem Wahlplakat zur Landtagswahl

Die erste Landtagswahl in Hessen am 1. Dezember 1946 brachte folgendes Ergebnis:
| Partei          | Stimmen absolut | Prozent | Wahl- kreis- sitze | Sitze |
| --------------- | --------------- | ------- | ------------------ | ----- |
| Wahlberechtigte | 2.380.109       |         |                    |       |
| Wähler          | 1.741.416       | 73,2    |                    |       |
| Gültige Stimmen | 1.609.388       | 92,4    |                    |       |
|                 |                 |         |                    |       |
| SPD             | 687.431         | 42,7    | 30                 | 38    |
| CDU             | 498.158         | 31,0    | 21                 | 28    |
| LDP             | 252.207         | 15,7    | 8                  | 14    |
| KPD             | 171.592         | 10,7    | 3                  | 10    |
| Total           | 1.609.388       | 100     | 62                 | 90    |

Bei einer gleichzeitig abgehaltenen Volksabstimmung wurde die Landesverfassung angenommen.
Es kam zu einer großen Koalition aus SPD und CDU. Erster frei gewählter Ministerpräsident des Landes Hessen wurde Christian Stock (SPD). Er übernahm das Amt von Karl Geiler, der es seit dem 12. Oktober 1945 innehatte, nachdem er von den alliierten Besatzungstruppen eingesetzt worden war. Stock wurde am 20. Dezember gewählt, das Kabinett Stock am 7. Januar 1947 ernannt.

## Wahlrecht und -durchführung
Rechtsgrundlage der Wahl war das Wahlgesetz für den Landtag des Landes Hessen vom 14. Oktober 1946.
Für die Landtagswahl in Hessen 1946 wurden 15 Wahlkreise gebildet, innerhalb derer jeweils mehrere Kandidaten gewählt wurden (zur Wahlkreisaufteilung siehe Liste der Wahlkreise bei der Landtagswahl 1946). 62 der Landtagsabgeordneten wurde über Wahlkreise, 28 über Landeslisten gewählt. Das Zuteilungsverfahren war wie folgt geregelt. Die Anzahl der gültigen Stimmen (für alle Parteien die mindestens 5 % der Stimmen im Land erreichten) wurde durch 90, also die Sitzzahl, geteilt. Dieser Quotient (17.882) war die Grundlage der Zuteilung der Sitze in den Wahlkreisen. Jede Partei bekam je Wahlkreis so viele Mandate wie sie Vielfache von 17.882 erreicht hatte. Die auf diese Weise nicht verteilten Sitze wurden über die Landesliste verteilt. Für die Verteilung der Sitze auf die Landeslisten wurden die Reststimmen aus den Wahlkreisen für jede Partei im ganzen Land addiert und es gab wiederum für einen vollen Quotienten (17.882) jeweils einen Sitz. Konnten auf diese Weise nicht alle 90 Sitze vergeben werden, erhielten die Parteien mit den größten verbleibenden Reststimmenzahlen jeweils einen weiteren Sitz, bis alle Sitze verteilt waren. Im Ergebnis gab es so eine Sitzverteilung nach dem Hare/Niemeyer-Verfahren.
Über die Gültigkeit der Wahl entschied das Wahlprüfungsgericht erst am 23./24. März 1949 endgültig.

## Volksabstimmungen

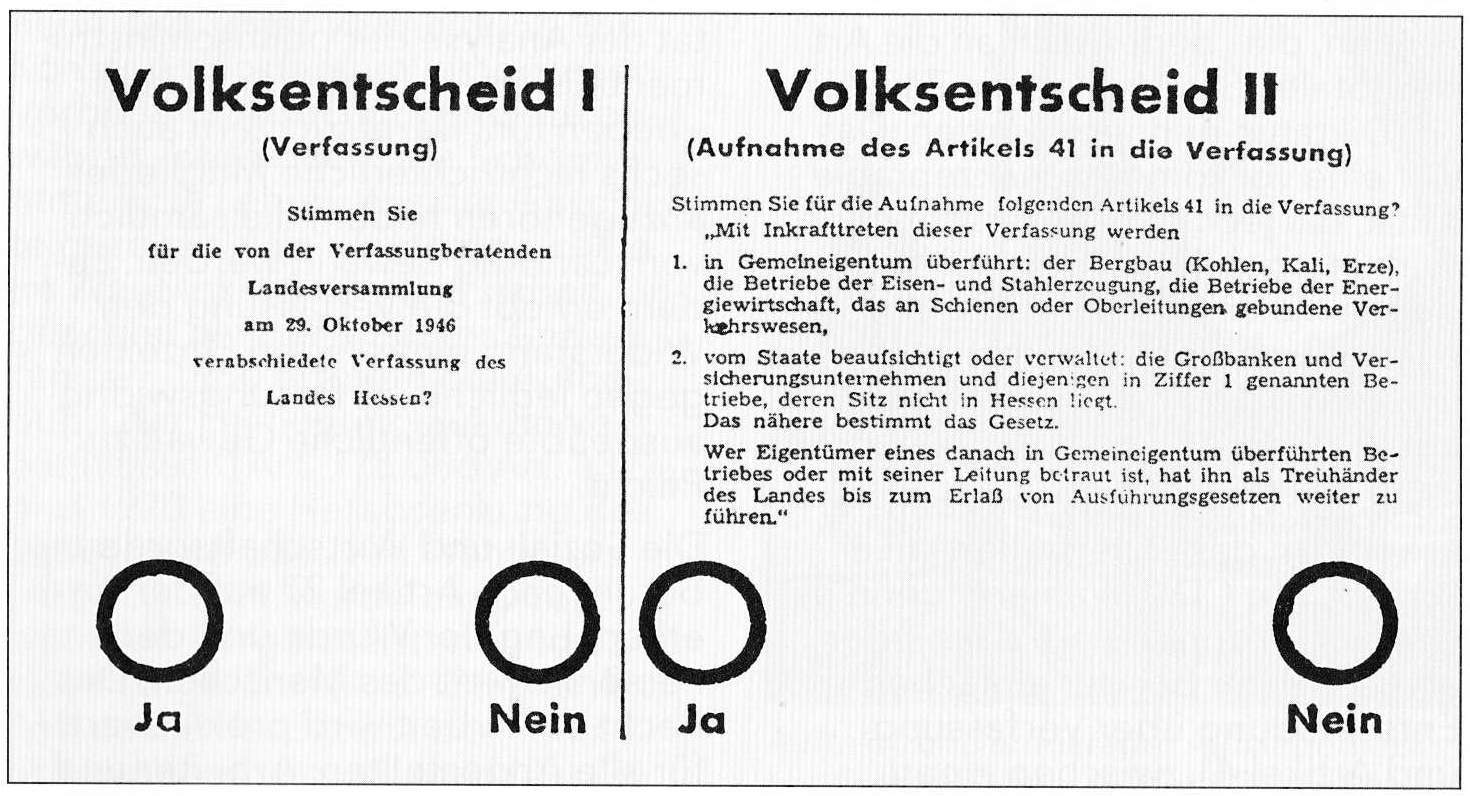
Stimmzettel zu den beiden Volksentscheiden am 1. Dezember 1946

Zeitgleich zur ersten Wahl des Hessischen Landtages wurden zwei Volksabstimmungen zur Landesverfassung abgehalten. Die erste betraf die Frage der Annahme der gesamten Landesverfassung, die zweite stellte die zusätzliche Aufnahme des Artikels 41 zur Möglichkeit von Sozialisierungen zur Entscheidung. Beide Vorlagen wurden von der Mehrheit der Abstimmenden angenommen.
| Volksabstimmungen in Hessen 1946 | Volksabstimmungen in Hessen 1946 | Volksabstimmungen in Hessen 1946 | Volksabstimmungen in Hessen 1946 | Volksabstimmungen in Hessen 1946 | Volksabstimmungen in Hessen 1946 | Volksabstimmungen in Hessen 1946 | Volksabstimmungen in Hessen 1946 | Volksabstimmungen in Hessen 1946 | Volksabstimmungen in Hessen 1946 |
| Vorlage                          | Beteiligung (absolut)            | Beteiligung (in %)               | Ja-Stimmen (absolut)             | Ja-Stimmen (in %)                | Nein-Stimmen (absolut)           | Nein-Stimmen (in %)              | Ungültige (absolut)              | Ungültige (in %)                 | Ergebnis                         |
| -------------------------------- | -------------------------------- | -------------------------------- | -------------------------------- | -------------------------------- | -------------------------------- | -------------------------------- | -------------------------------- | -------------------------------- | -------------------------------- |
| Annahme der Landesverfassung     | 1.741.519                        | unbekannt                        | 1.161.773                        | 66,71 %                          | 351.275                          | 20,71 %                          | 228.471                          | 13,12 %                          | erfolgreich                      |
| Aufnahme von Artikel 41          | 1.741.519                        | unbekannt                        | 1.085.151                        | 62,31 %                          | 422.194                          | 24,24 %                          | 234.174                          | 13,45 %                          | erfolgreich                      |